# 18 Greatest Hits
18 Greatest Hits ist ein 1983 nur in Großbritannien erschienenes Kompilationsalbum der US-amerikanischen Band The Jackson Five und ihres Leadsängers Michael Jackson. Das Album erschien ursprünglich bei Telstar Records und wurde 1988 von Motown Records wiederveröffentlicht. Neben 16 Hits findet sich mit We’ve Got A Good Thing Going, der erst in der Coverversion von Sugar Minott ein Hit wurde, und Happy, der Teil des Soundtracks von Lady Sings the Blues war, weniger bekannte Songs.

## Titelliste
1. One Day in You Life
2. Lookin’ Through the Windows
3. Got to Be There
4. Doctor My Eyes
5. Ben
6. ABC
7. We’re Almost There
8. Skywriter
9. Rockin’ Robin
10. Happy
11. Ain’t No Sunshine
12. I’ll Be There
13. I Want You Back
14. The Love You Save
15. We’ve Got A Good Thing Going
16. Mama’s Pearl
17. Never Can Say Goodbye
18. Hallelujah Day

| Erscheinungsjahr | Album                             | Songs                                             | Anzahl | Interpret        |
| ---------------- | --------------------------------- | ------------------------------------------------- | ------ | ---------------- |
| 1969             | Diana Ross Presents the Jackson 5 | I Want You Back                                   | 1      | The Jackson Five |
| 1970             | ABC                               | ABC, The Love You Save                            | 2      | The Jackson Five |
| 1970             | Third Album                       | I’ll Be There, Mama’s Pearl                       | 2      | The Jackson Five |
| 1971             | Maybe Tomorrow                    | Never Can Say Goodbye                             | 1      | The Jackson Five |
| 1972             | Got to Be There                   | Got to Be There, Rockin’ Robin, Ain’t No Sunshine | 3      | Michael Jackson  |
| 1972             | Ben                               | Ben, We’ve Got a Good Thing Going                 | 2      | Michael Jackson  |
| 1972             | Lookin’ Through the Windows       | Lookin’ Through the Windows, Doctor My Eyes       | 2      | The Jackson Five |
| 1973             | Music & Me                        | Happy                                             | 1      | Michael Jackson  |
| 1973             | Skywriter                         | Hallelujah Day, Skywriter                         | 2      | The Jackson Five |
| 1975             | Forever, Michael                  | We’re Almost There, One Day in Your Life          | 2      | The Jackson Five |

## Chartplatzierungen

### Album
Das Album toppte für drei aufeinanderfolgende Wochen die britischen Singlecharts, wo sich das Album 55 in den Top 100 hielt und erhielt dort eine Platinauszeichnung für über 300.000 verkaufte Einheiten.
| Jahr | Titel            | Höchstplatzierung, Gesamtwochen, AuszeichnungChartsChartplatzierungen (Jahr, Titel, Platzierungen, Wochen, Auszeichnungen, Anmerkungen) | Anmerkungen                                                      |
| Jahr | Titel            | UK | Anmerkungen                                                      |
| ---- | ---------------- | --- | ---------------------------------------------------------------- |
| 1983 | 18 Greatest Hits | UK1 Platin · (55 Wo.)UK | Erstveröffentlichung: Juli 1983 nur in Großbritannien erschienen |

### Singles
Happy wurde erst nach der Veröffentlichung der Kompilation und somit elf Jahre nach der Erstveröffentlichung als Single ausgekoppelt.
| Jahr | Titel Album | Höchstplatzierung, Gesamtwochen, AuszeichnungChartsChartplatzierungen (Jahr, Titel, Album, Platzierungen, Wochen, Auszeichnungen, Anmerkungen) | Anmerkungen                      |
| Jahr | Titel Album | UK | Anmerkungen                      |
| ---- | ----------- | --- | -------------------------------- |
| 1983 | Happy       | UK52 (6 Wo.)UK | nur in Großbritannien erschienen |